# EtherType
EtherType là một trường dài hai octet trong một frame Ethernet. Nó cho biết protocol nào được đóng gói trong payload của frame đó. Trường này cũng cho biết kích thước của một số frame Ethernet. EtherType lần đầu tiên được định nghĩa trong tiêu chuẩn Ethernet II framing, và sau đó được chỉnh sửa lại cho tiêu chuẩn IEEE 802.3.

## Tổng quan

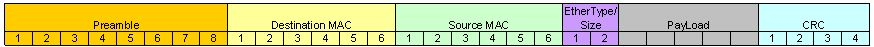
Một frame Ethernet có trường EtherType. Mỗi ô nhỏ bên dưới biểu thị một octet; EtherType dài hai octet.

Trong implementation hiện đại của Ethernet, trường bên trong frame Ethernet dùng để mô tả EtherType còn được dùng để đại diện cho kích thước của payload của Frame Ethernet.  Trong lịch sử, tùy theo kiểu của Ethernet framing dùng trong một segment Ethernet, cả hai cách giải thích đều đúng, dẫn đến khả năng không rõ nghĩa.  Ethernet II framing đã xem xét các octet này để đại diện EtherType, trong khi IEEE 802.3 framing nguyên thủy lại xem xét các octet này để đại diện cho kích thước của payload bằng byte.
Để cho phép Ethernet II và IEEE 802.3 framing được dùng trong cùng một segment Ethernet, một tiêu chuẩn thống nhất, IEEE 802.3x-1997, đã được giới thiệu, trong đó yêu cầu các giá trị của EtherType phải lớn hơn hoặc bằng 1536.  Giá trị đó được lựa chọn bởi vì chiều dài lớn nhất (MTU) của trường dữ liệu của một frame Ethernet 802.3 là 1500 byte.  Vì thế, các giá trị bằng hoặc nhỏ hơn 1500 cho biết trường này đang được dùng như là kích thước của payload của frame Ethernet, trong khi các giá trị từ 1536 trở lên cho biết trường này dùng để biểu thị EtherType. Việc giải thích các giá trị từ 1501– đến 1535 không được định nghĩa.

## Ví dụ
| EtherType | Protocol                                                                                       |
| --------- | ---------------------------------------------------------------------------------------------- |
| 0x0800    | Internet Protocol version 4 (IPv4)                                                             |
| 0x0806    | Address Resolution Protocol (ARP)                                                              |
| 0x0842    | Wake-on-LAN                                                                                    |
| 0x22F3    | IETF TRILL Protocol                                                                            |
| 0x22EA    | Stream Reservation Protocol                                                                    |
| 0x6003    | DECnet Phase IV                                                                                |
| 0x8035    | Reverse Address Resolution Protocol                                                            |
| 0x809B    | AppleTalk (Ethertalk)                                                                          |
| 0x80F3    | AppleTalk Address Resolution Protocol (AARP)                                                   |
| 0x8100    | VLAN-tagged frame (IEEE 802.1Q) and Shortest Path Bridging IEEE 802.1aq with NNI compatibility |
| 0x8137    | IPX                                                                                            |
| 0x8204    | QNX Qnet                                                                                       |
| 0x86DD    | Internet Protocol Version 6 (IPv6)                                                             |
| 0x8808    | Ethernet flow control                                                                          |
| 0x8809    | Ethernet Slow Protocols                                                                        |
| 0x8819    | CobraNet                                                                                       |
| 0x8847    | MPLS unicast                                                                                   |
| 0x8848    | MPLS multicast                                                                                 |
| 0x8863    | PPPoE Discovery Stage                                                                          |
| 0x8864    | PPPoE Session Stage                                                                            |
| 0x886D    | Intel Advanced Networking Services                                                             |
| 0x8870    | Jumbo Frames (Obsoleted draft-ietf-isis-ext-eth-01)                                            |
| 0x887B    | HomePlug 1.0 MME                                                                               |
| 0x888E    | EAP over LAN (IEEE 802.1X)                                                                     |
| 0x8892    | PROFINET Protocol                                                                              |
| 0x889A    | HyperSCSI (SCSI over Ethernet)                                                                 |
| 0x88A2    | ATA over Ethernet                                                                              |
| 0x88A4    | EtherCAT Protocol                                                                              |
| 0x88A8    | Provider Bridging (IEEE 802.1ad) & Shortest Path Bridging IEEE 802.1aq                         |
| 0x88AB    | Ethernet Powerlink                                                                             |
| 0x88B8    | GOOSE (Generic Object Oriented Substation event)                                               |
| 0x88B9    | GSE (Generic Substation Events) Management Services                                            |
| 0x88BA    | SV (Sampled Value Transmission)                                                                |
| 0x88CC    | Link Layer Discovery Protocol (LLDP)                                                           |
| 0x88CD    | SERCOS III                                                                                     |
| 0x88DC    | WSMP, WAVE Short Message Protocol                                                              |
| 0x88E1    | HomePlug AV MME                                                                                |
| 0x88E3    | Media Redundancy Protocol (IEC62439-2)                                                         |
| 0x88E5    | MAC security (IEEE 802.1AE)                                                                    |
| 0x88E7    | Provider Backbone Bridges (PBB) (IEEE 802.1ah)                                                 |
| 0x88F7    | Precision Time Protocol (PTP) over Ethernet (IEEE 1588)                                        |
| 0x88FB    | Parallel Redundancy Protocol (PRP)                                                             |
| 0x8902    | IEEE 802.1ag Connectivity Fault Management (CFM) Protocol / ITU-T Recommendation Y.1731 (OAM)  |
| 0x8906    | Fibre Channel over Ethernet (FCoE)                                                             |
| 0x8914    | FCoE Initialization Protocol                                                                   |
| 0x8915    | RDMA over Converged Ethernet (RoCE)                                                            |
| 0x891D    | TTEthernet Protocol Control Frame (TTE)                                                        |
| 0x892F    | High-availability Seamless Redundancy (HSR)                                                    |
| 0x9000    | Ethernet Configuration Testing Protocol                                                        |
| 0x9100    | VLAN-tagged (IEEE 802.1Q) frame with double tagging                                            |

Không phải tất cả mọi cách dùng de facto nổi tiếng của EtherTypes đều luôn được ghi lại trong danh sách các giá trị EtherType của IEEE. Ví dụ, EtherType 0x0806 (được dùng bởi ARP) xuất hiện trong danh sách IEEE chỉ như "Symbolics, Inc., Protocol không có."  Tuy nhiên, IEEE Registration Authority liệt kê tất cả các giá trị EtherTypes được chấp nhận, bao gồm cả 0x0806.